# Piper sabaletasanum
Piper sabaletasanum är en pepparväxtart som beskrevs av Trel. & Yunck.. Piper sabaletasanum ingår i släktet Piper och familjen pepparväxter. Inga underarter finns listade i Catalogue of Life.